# 將軍澳站
將軍澳站（英語：Tseung Kwan O Station）是一個位於香港新界西貢區將軍澳寶邑路，屬於港鐵將軍澳綫的鐵路車站，於2002年8月18日啟用。
- 車站大堂外觀（2020年11月）

## 車站構造
將軍澳站由國際建築事務所Aedas設計，並共設有2層：車站大堂設於地面；而月台則設於地底。

### 樓層
| G                 | 大堂 | 出入口、客務中心、商店、自助服務、會員服務站                                                                                                |   |  |
| L1                | 月台 | \| \| \| 將軍澳綫往寶琳（坑口）或康城（終點站） \| 1 \| \| \| 島式 · 開右邊车门 \| \| \| \| \| \| \| 2 \| 將軍澳綫往北角（調景嶺） \| \| \| |   |  |
|                   |      | 將軍澳綫往寶琳（坑口）或康城（終點站） | 1 |  |
| 島式 · 開右邊车门 |      | |   |  |
|                   | 2    | 將軍澳綫往北角（調景嶺） |   |  |

### 大堂
將軍澳站大堂內亦設有不同類型的商店自助服務設施、香港郵政郵箱以及港鐵「會員服務站」等。
而大堂向寶邑路一側為落地玻璃窗，能讓站外的天然光照進大堂內，以增加大堂的明亮度。而該落地玻璃窗曾因2019年反修例運動，部分玻璃被破壞，港鐵其後以鐵板覆蓋，由於鐵板為不透明物料，因此車站變得明顯昏暗，而相關鐵板直到2022年12月末才解封。
- 車站大堂（2024年10月）

### 月台
車站設有一座島式月台，而兩個月台均已裝設月台幕門。
另外，位於將軍澳站月台下方設有觀塘綫越位隧道。
- 1、2號月台（2023年5月）

### 出入口
將軍澳站現時設有5個出入口，其中C出口直通PopCorn商場。
|                                |                | |      |
| 編號                           | 指示           | 建議前往的目的地 | 圖片 |
| 出口 · A · 1 · 盲道标志 · 同层 | 公共運輸交匯處 | 將軍澳站公共運輸交匯處、富康花園、基督教宣道會宣基小學、基督教宣道會宣基中學、佛教志蓮小學、基督教香港信義會尚德青少年中心、香港單車館、清水灣半島、尚德邨、寶明苑、廣明苑、唐明苑、TKO Spot、循道衛理聯合教會將軍澳堂-副堂、將軍澳循道衛理幼稚園、將軍澳運動場、仁愛堂田家炳小學、博愛醫院陳國威小學、仁濟醫院王華湘中學 |      |
| 出口 · A · 2 · 同层            | 將軍澳廣場     | 寶盈花園、播道書院、Monterey、Monterey Place、海天晉滙、海天晉、Savannah、Savannah Place、君傲灣、海翩滙、The Parkside、天晉II／天晉匯、循道衛理聯合教會將軍澳堂-正堂、將軍澳循道衛理小學、將軍澳廣場／商場、嘉悅、怡明邨、雍明苑                                                                                         |      |
| 出口 · B · 1 · 同层            | 將軍澳中心     | 將軍澳中心／商場、Capri、Capri Place、將軍澳豪庭、帝景灣、彩明苑、天晉匯2&3、香港法國國際學校、唐明苑、香港家庭福利會、香港聾人福利促進會、唐賢街、天晉3A／3B |      |
| 出口 · B · 2 · 同层            | 將軍澳中心     | 將軍澳中心／商場、藍塘傲、將軍澳豪庭、香港小童群益會樂緻幼兒院（將軍澳）、彩明苑、基督教香港信義會將軍澳幼稚園、靈實醫院、香港家庭福利會、調景嶺公共圖書館、調景嶺體育館、唐賢街、將軍澳天主教小學、將軍澳跨灣大橋、香港道教聯合會圓玄學院第三中學、保良局黃永樹小學、博愛醫院八十週年鄧英喜中學                          |      |
| 出口 · C · 盲道标志 · 同层     | PopCorn        | PopCorn、香港九龍東皇冠假日酒店、星峰薈、天晉 |      |
| 註： 設有 \| 設於同一層        |                | |      |

- C出口連接PopCorn商場（2020年10月）

### 車站藝術
|  | 《層層叠叠的傳統》 | Maria Lobo（香港） | 將軍澳站大堂 | 2003年12月 |

## 接駁交通
將軍澳站旁設有將軍澳站公共運輸交匯處，供乘客轉乘巴士或小巴前往其它地區。

## 歷史

### 車站興建和啟用
1999年，將軍澳站隨著將軍澳綫工程開始而正式動土興建；而直至2002年8月18日，車站隨著將軍澳綫通車而啟用。

### 增建C出口
在將軍澳站啟用初期，車站已為未來上蓋物業預留一個出入口，而該預留出入口左右兩旁曾為自動售票機的位置（現已改建為商鋪）。其後該出入口於2012年3月31日隨著PopCorn商場開業而啟用，並且被編名為C出口。

### 新建客務中心
港鐵於2020年為車站興建新的客務中心，並於2021年3月7日啟用。而客務中心則採用密封式設計。

### 事件

#### 反修例風波相關事件
- 車站曾於2019年10月2、4日的反對禁止蒙面規例示威中遭受破壞，故曾關閉直至同月11日才重新投入服務[9]。
- 2019年10月8日凌晨，兩名男子涉嫌闖進當時已關閉的將軍澳站進行破壞，包括以鐵筆打碎玻璃幕牆及14道幕門，並將大型雜物掉落路軌，最終兩人被捕[10][11][12]。
- 2019年10月21日，有近百名市民適逢「元朗襲擊事件」三個月而在將軍澳站內舉行集會[來源請求]。
- 2019年11月9日，有示威者在車站取出消防喉管射水，大堂留下大灘水跡，閘機及玻璃亦被破壞。而站內的中國銀行提款機同樣受損[13]。
- 2019年11月14日，有示威者分別撬開A1出口的鐵閘以及A2出口圍封鐵板闖進車站。而站內客戶中心亦遭示威者縱火燒毀，地上留有多塊磚頭及水跡。隨後防暴警員到場拘捕至少兩人[14][15]。

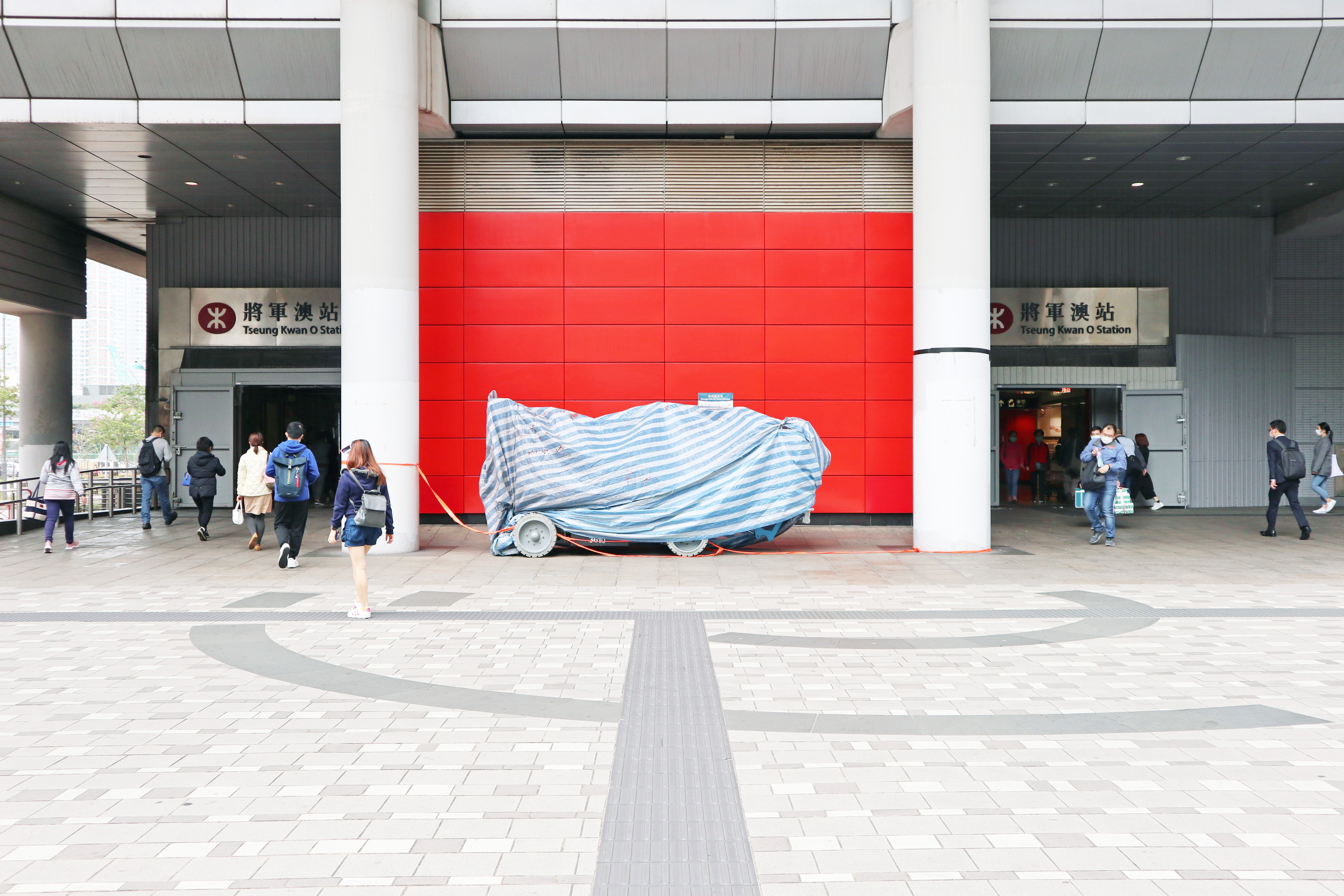
在反對禁止蒙面規例示威後，A、B出口均加設了鐵門及鐵板
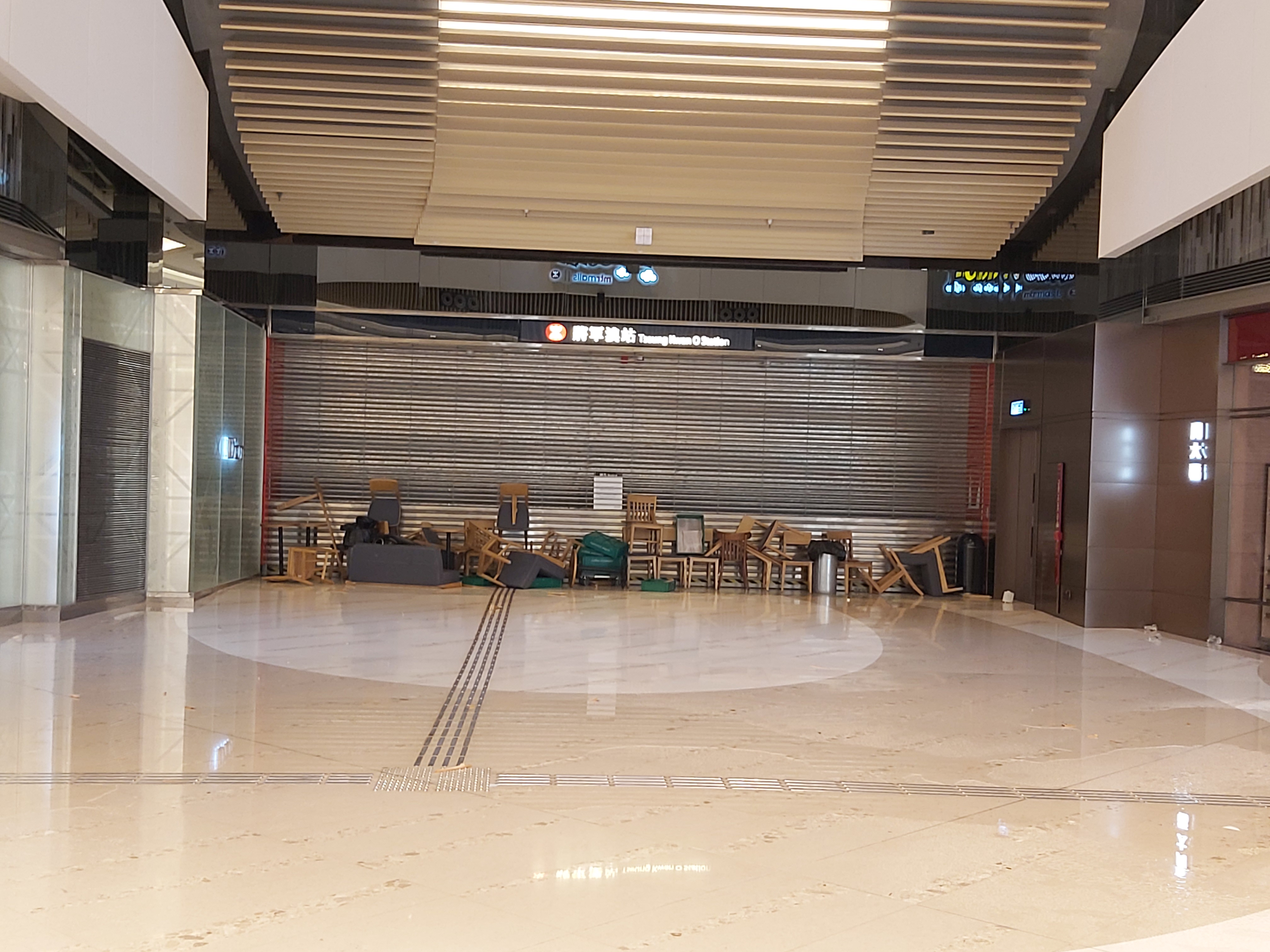
在2019年10月13日「反對禁止蒙面規例示威」期間，有人在車站C出口外利用餐廳的椅子作為路障
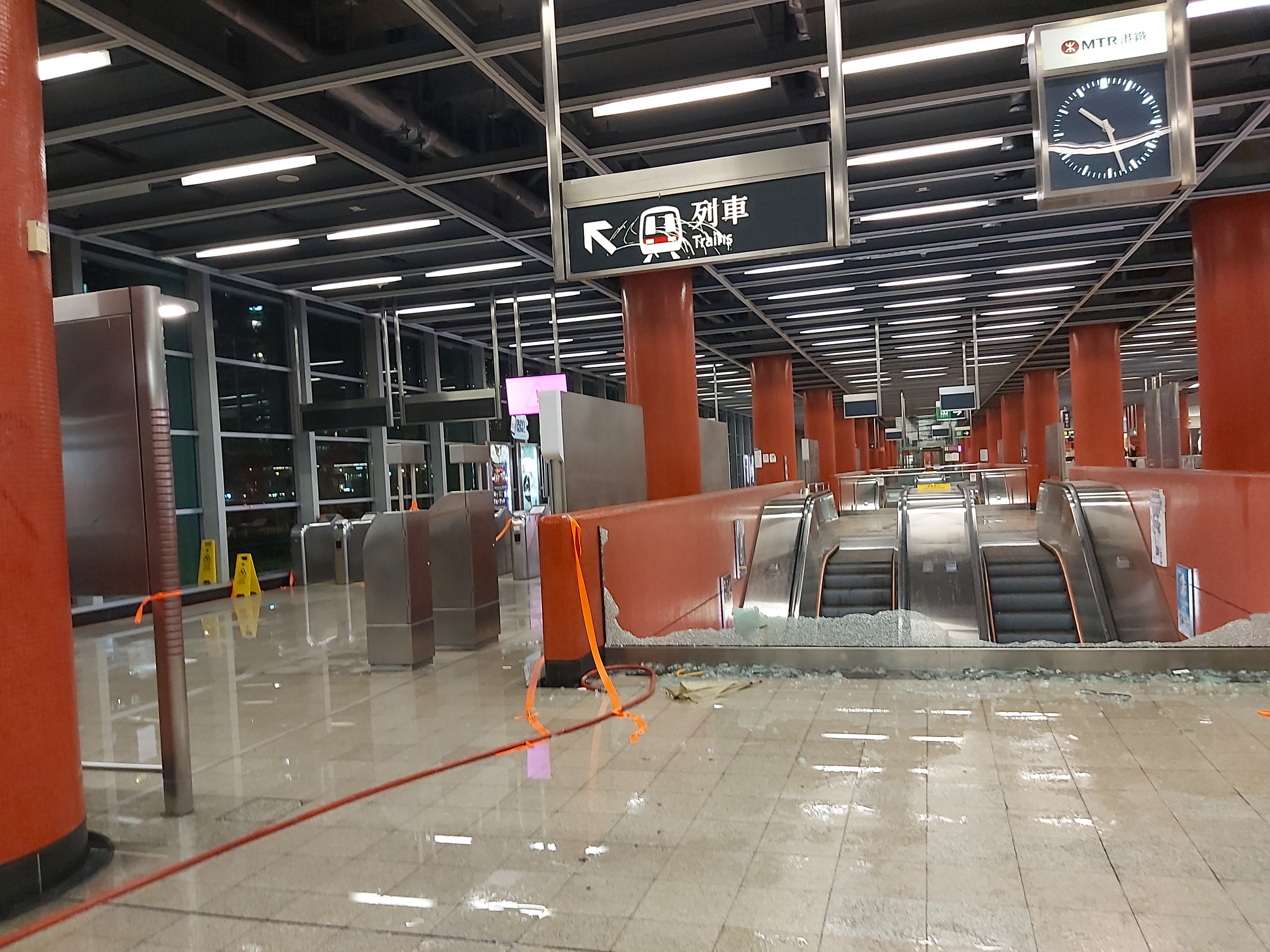
2019年10月4日「反對禁止蒙面規例示威」期間，車站大堂的玻璃欄杆被示威者破壞，地上多處留有積水
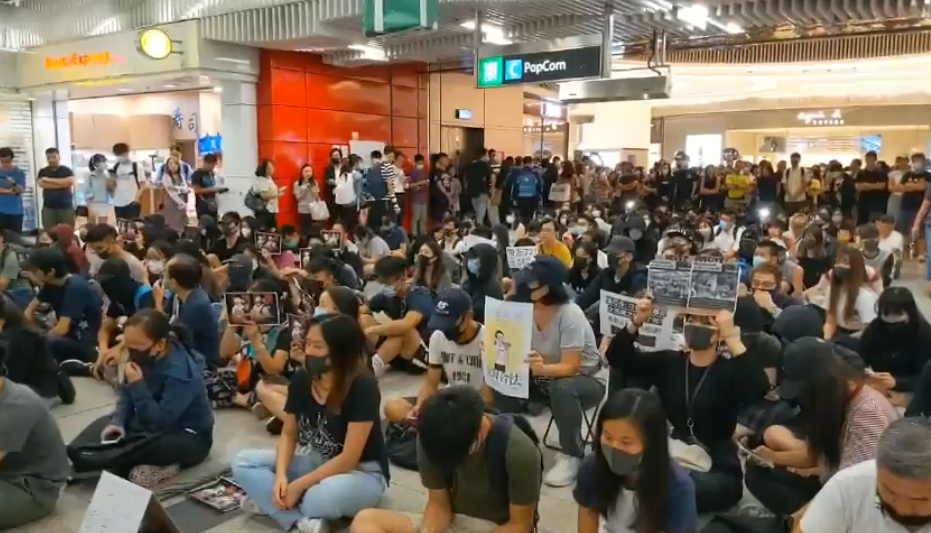
2019年10月21日為「元朗襲擊事件」三個月，大堂有近百名市民參與集會
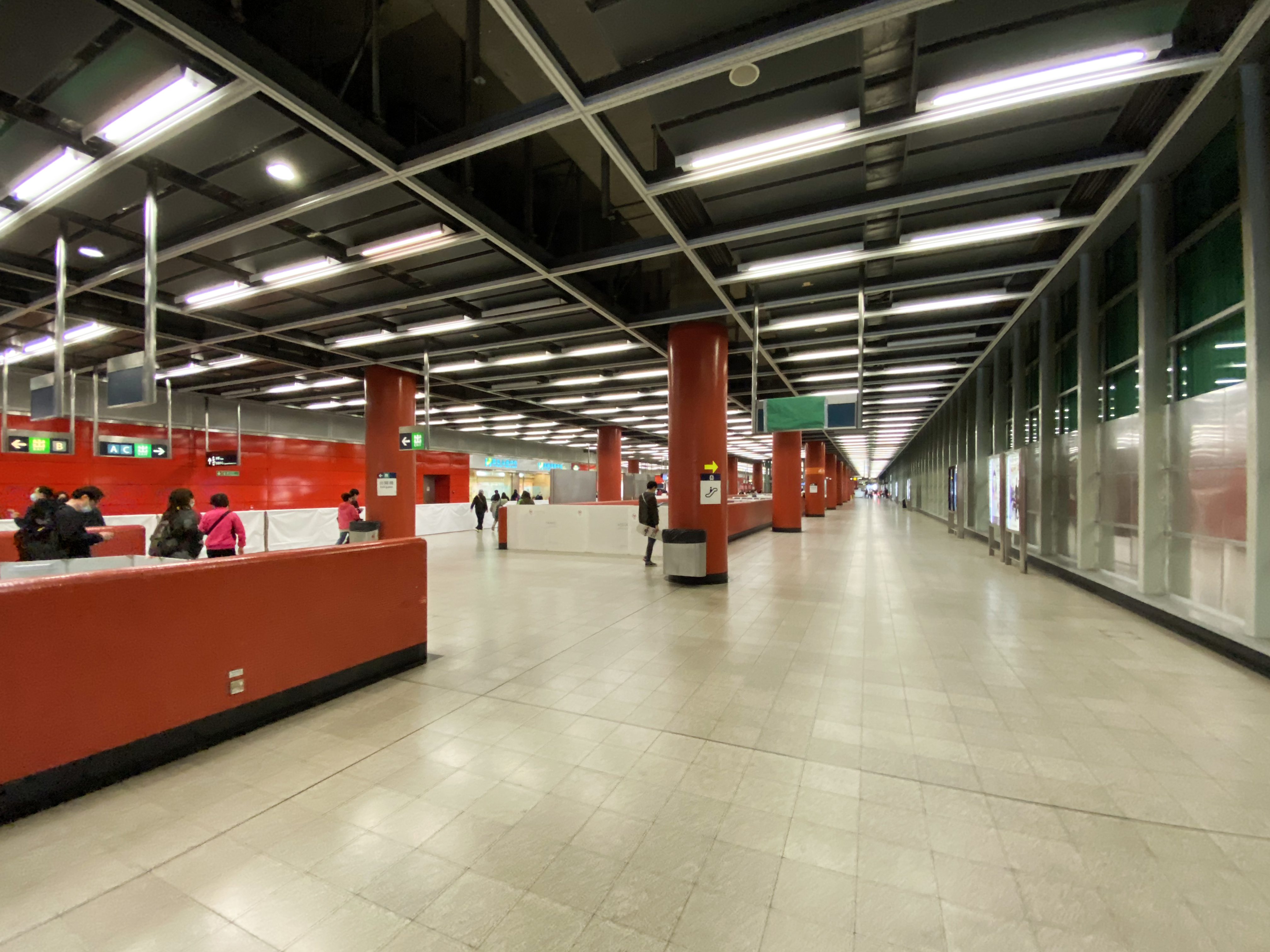
車站玻璃被人為破壞後，港鐵以鐵板圍封，大堂在日間明顯顯得昏暗
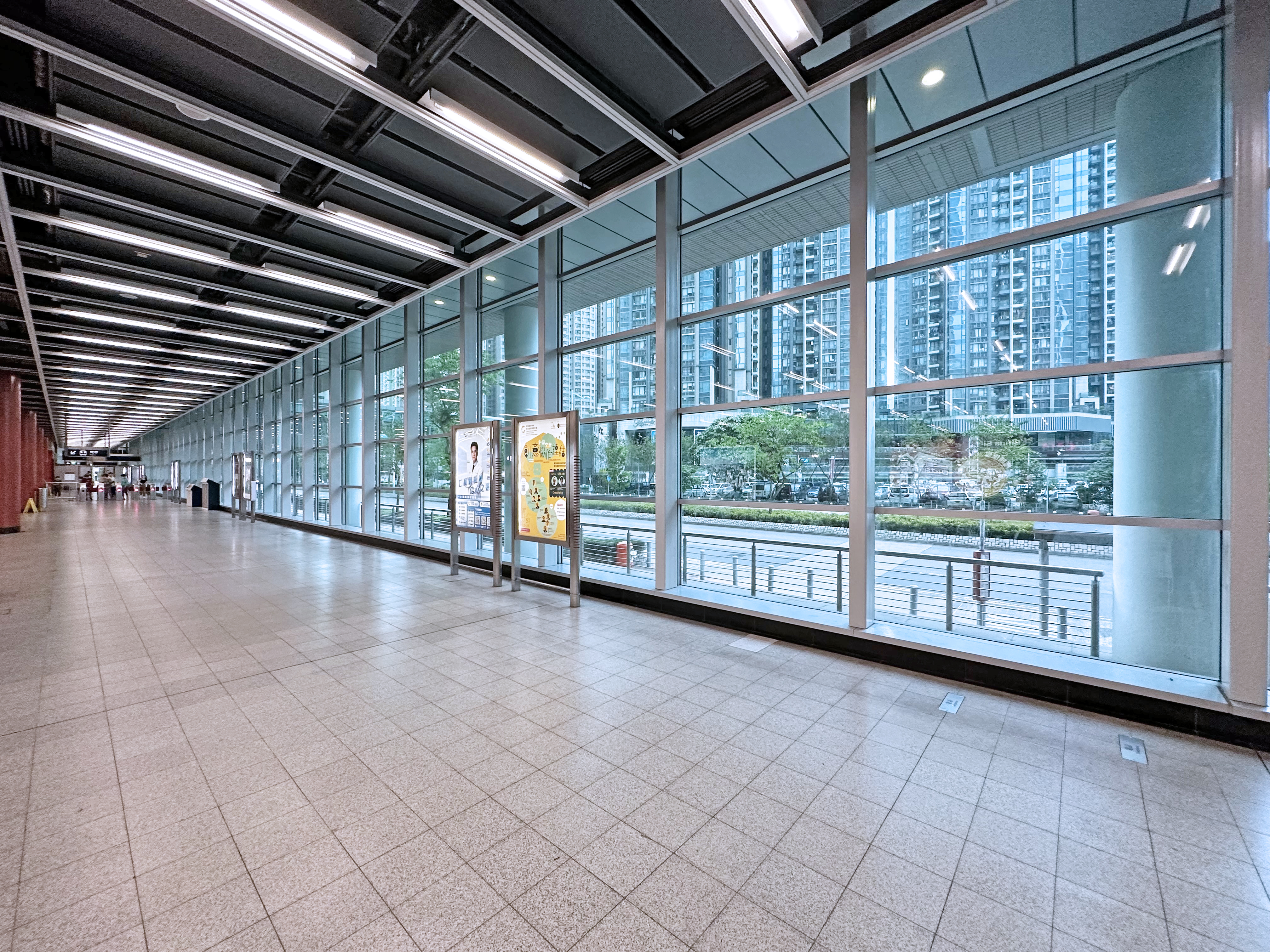
解封後的大堂落地玻璃窗

#### 其他事件
- 2020年9月1日下午5時許，兩名衛安解款員與技術員在近B出口的恒生銀行櫃員機進行維修時突然遭一名前男員工以刀襲擊。一名解款員遭割頸以致大量出血，送院後不治；而另一名解款員手部及臉部受傷。疑兇被途人合力制服，警方列作謀殺及傷人案處理[16]。

## 軼事
由於將軍澳綫設有寶琳站及康城站兩個上行終點站，而前往以上兩個總站的列車均會停靠在車站1號月台，因此由康城站前往寶琳站及坑口站的乘客抵達將軍澳站後，如未留意清楚就跑上對面的列車，或會誤乘前往康城站的列車因而返回原處而誤了行程，有網民更戲稱為「康城輪迴」，並以「不能逃出康城」創作了網上笑話。

## 外部連結
- 港鐵公司－將軍澳站街道圖（页面存档备份，存于）
- 港鐵公司－將軍澳站位置圖（页面存档备份，存于）
- 港鐵公司－將軍澳站列車服務時間（页面存档备份，存于）
- 香港鐵路大典上的相关条目：將軍澳站